# 綠原酸
綠原酸（英語：Chlorogenic acid，縮寫CGA），又名氯吉酸、氯原酸、咖啡单宁酸、杜仲绿原酸、咖啡酰奎尼酸等，是一天然的化合物，由咖啡酸及(−)-奎尼酸酯化而成。绿原酸（chlorogenic）一名来自希腊语χλωρός（“绿色”）和后缀-γένος（“产生...的”），因为绿原酸氧化后会变绿而得名。
綠原酸是一種重要的生物合成中間體。綠原酸是木質素（lignin）的生物合成的重要中間生成物。綠原素作為一種抗氧化劑，可令餐後葡萄醣釋出進入血液的過程減慢。
綠原酸這個名詞也泛指羥基肉桂酸（即：咖啡酸、阿魏酸及对香豆酸）與奎尼酸的酯化物。

## 结构与性质
綠原酸是咖啡酸與L-奎尼酸和3號位羥基縮合形成的酯。綠原酸的異構體包括奎尼酸其它位置羥基酯化的產物，如4-O-咖啡酰奎尼酸（cryptochlorogenic acid或簡稱4-CQA，隐綠原酸）和5-O-咖啡酰奎尼酸（neochlorogenic acid或稱5-CQA，新綠原酸）。一位羥基的異構體尚未在自然界中發現。
兩個羥基被酯化則稱異綠原酸（isochlorogenic acid），存在於咖啡中。例如3,4-二咖啡酰奎尼酸和3,5-二咖啡酰奎尼酸。 和1,5-二咖啡酰奎尼酸。

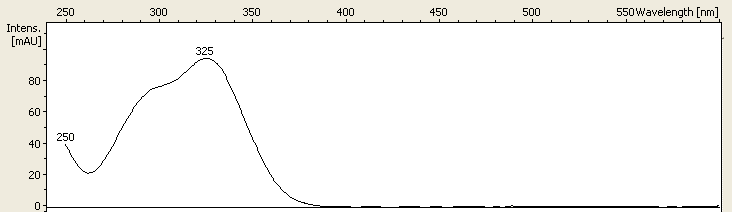
綠原酸的紫外-可见光谱，最大吸收峰位于325nm

綠原酸可溶于乙醇和丙酮。

## 自然来源
据报道，绿原酸在葵花籽壳和葵花籽仁中均存在，葵花籽中绿原酸含量为1.5%~3.3%，葵花籽仁中绿原酸含量为2.1%~3.5%。由于葵花籽中含有较多的绿原酸，因此可以做为提取绿原酸的原料，除了葵花籽外，提取绿原酸的原料还常用生咖啡豆、金银花、杜仲等。此外，在榨取葵花籽油或制取葵花籽蛋白时，因为其中的绿原酸被氧化后呈绿色，会影响葵花籽油、葵花籽蛋白的品质，需要将其中的绿原酸给除去。綠
原酸是金銀花的主要抗菌、抗病毒有效藥理成分之一。朝鲜蓟中也含有较多的绿原酸。
此外，綠原酸还存在于毛竹（Phyllostachys edulis）以及其它植物中，也是桃中常见的酚类化合物、健康的帚石楠（Calluna vulgaris）嫩芽中。